# Estadio Gerardo León Pozo
El estadio Gerardo León Pozo es un estadio multiusos. Está ubicado en la Circunvalación s/n y 25 de Junio de la ciudad de Gualaceo, provincia del Azuay. Fue inaugurado en 2006. Es usado para la práctica del fútbol y tiene capacidad para 2791 espectadores.

## Historia
Desempeña un importante papel en el fútbol local, ya que los clubes de gualacenses como el Gualaceo Sporting Club hacen o hacían de local en este escenario deportivo, que participan en la Serie B de Ecuador.[cita requerida]
El estadio es sede de distintos eventos deportivos a nivel local, ya que también es usado para los campeonatos escolares de fútbol que se desarrollan en la ciudad en las distintas categorías, también puede ser usado para eventos culturales, artísticos, musicales de la localidad.[cita requerida]
Está ubicado en las calles Circunvalación y 25 de Junio, de la ciudad de Gualaceo. El estadio tiene instalaciones modernas con camerinos para árbitros, equipos local y visitante, zona de calentamiento, cabinas de prensa, sala de prensa, y muchas más comodidades para los aficionados.[cita requerida]

## Galería

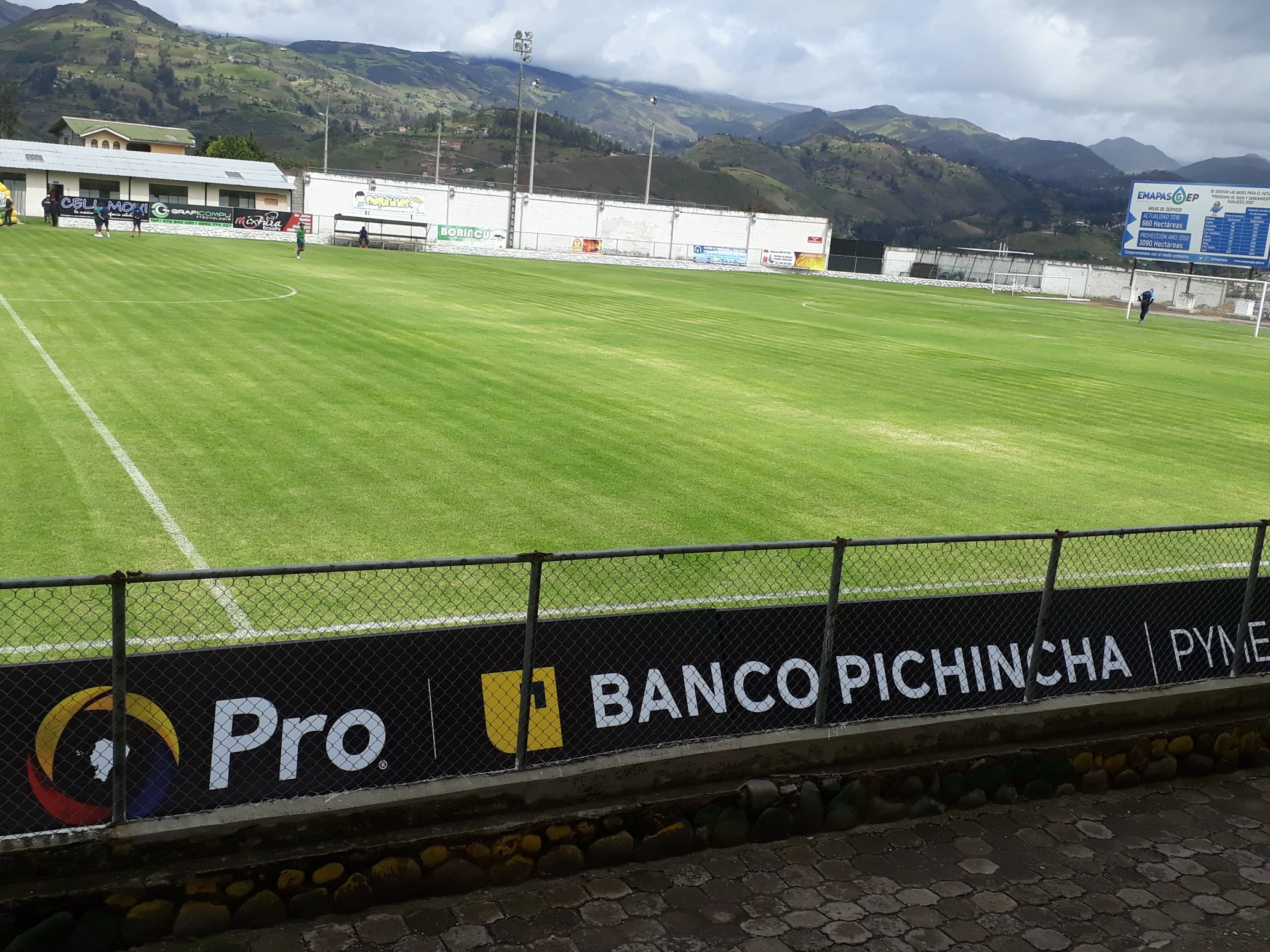
Vista desde la tribuna
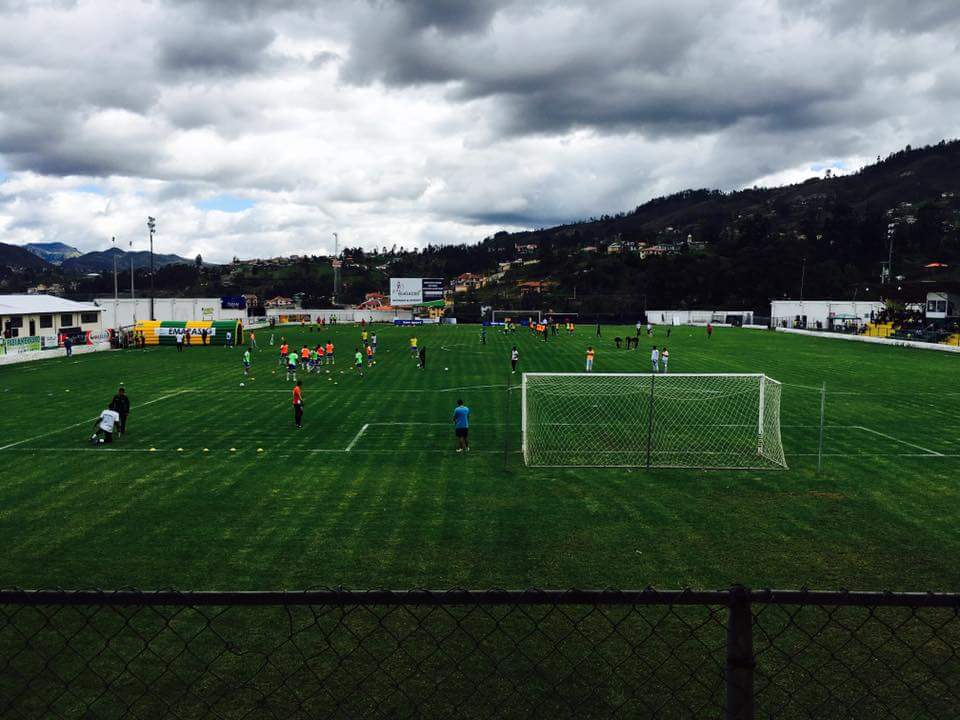
Vista desde atrás del arco
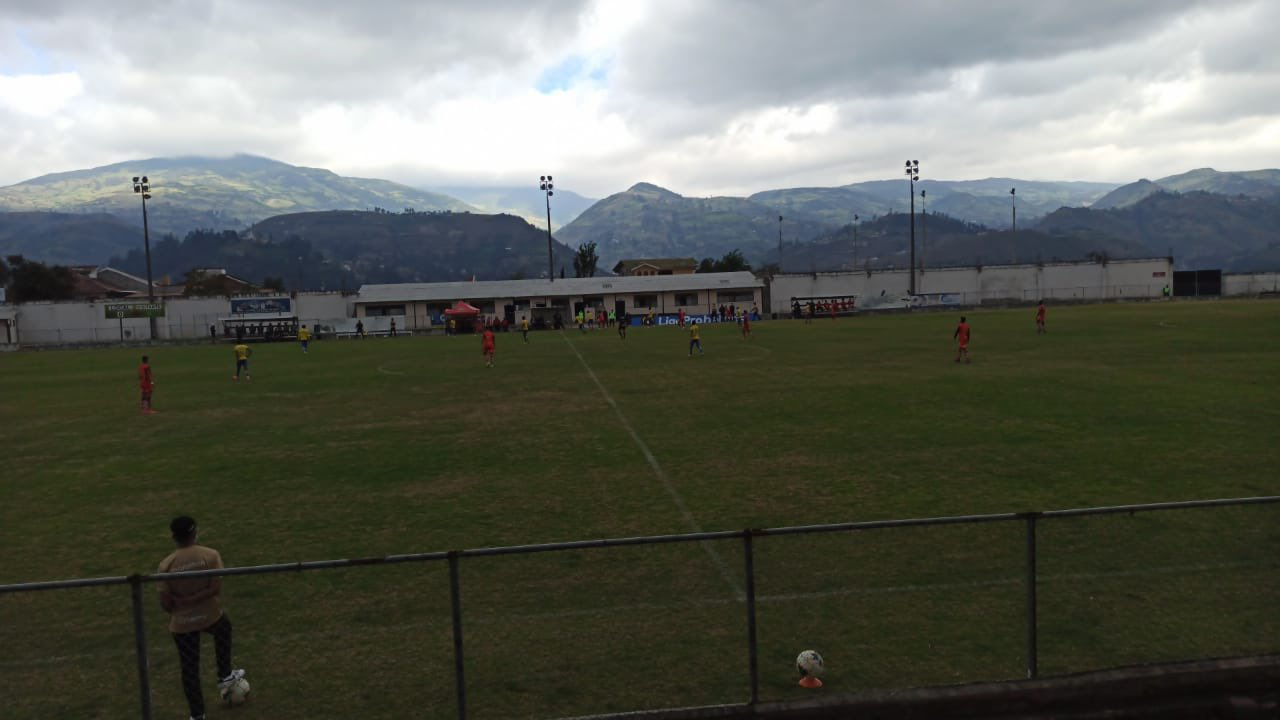
Vista desde la tribuna
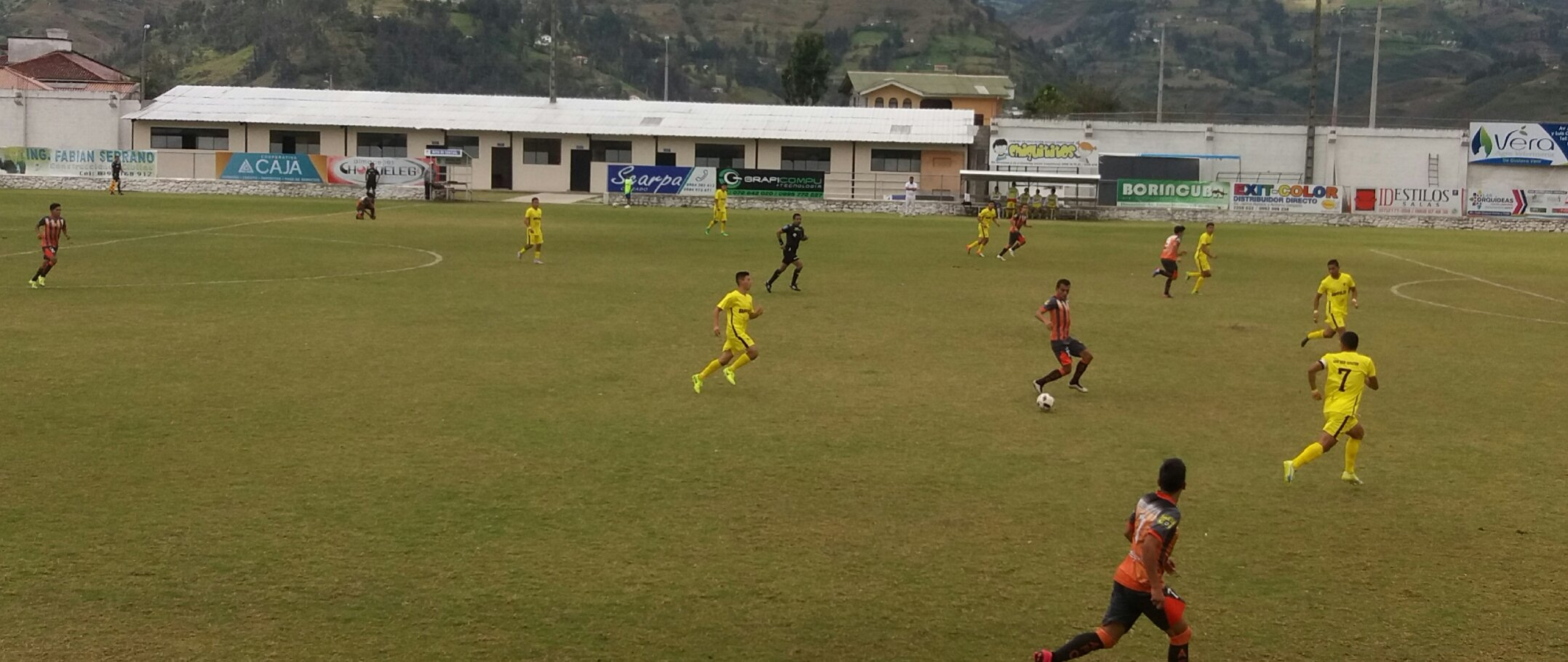
Vista desde la tribuna